# Lucero
Lucero Hogaza León, känd under artistnamnet Lucero, är en mexikansk sångerska, skådespelerska och programvärd född 1969. Hon har sålt mer än 22 miljoner skivor och vunnit många platinaskivor. Hennes popularitet har gjort henne känd i Mexiko och Latinamerika som La Novia de América ("Amerikas flickvän"). 
Lucero gjorde debut i ett populärt barnprogram i Mexico under namnet Lucerito när hon var 10 år gammal. Sedan dess har hon givit ut 24 framgångsrika album (2014). Många av hennes hits har nått toppen på de flesta latinska topplistor, inklusive USA. Hon fick sin första ledande filmroll 1983 och har medverkat i åtta spelfilmer. Lucero har också haft ledande roller i nio telenovelas och har varit värd för Latin Grammy Award åtta gånger.